# Shehab Kankone
Shehab Ahmed Hussain Kankone (in arabo شهاب أحمد حسين كنكوني‎?; Al Kuwait, 28 aprile 1981) è un calciatore kuwaitiano, portiere del Kazma.

## Carriera

### Nazionale
Esordisce con la  Nazionale kuwaitiana nel 1997.

Ha disputato con la selezione olimpica le olimpiadi di Sydney 2000.